# The Conscience of Hassan Bey
The Conscience of Hassan Bey è un cortometraggio muto del 1913 diretto da Christy Cabanne e, come supervisore, da D.W. Griffith.

## Produzione
Il film fu prodotto dalla Biograph Company.

## Distribuzione
Distribuito dalla General Film Company, il film - un cortometraggio di una bobina - presentato nelle sale cinematografiche statunitensi il 20 dicembre 1913. Ne fu fatta una riedizione che uscì sul mercato americano il 18 dicembre 1916. Copia della pellicola si trova conservata negli archivi del Museum of Modern Art.